# NGC 4398
NGC 4398 је појединачна звезда у сазвежђу Девица која се налази на NGC листи објеката дубоког неба.
Деклинација објекта је + 10° 41' 10" а ректасцензија 12h 26m 7,4s. Привидна величина (магнитуда) објекта NGC 4398 износи 12,4 а фотографска магнитуда 13,8.